# メン・イン・ブラック:インターナショナル
『メン・イン・ブラック:インターナショナル』（原題：Men in Black: International）は、2019年のアメリカのSFアクション映画。『メン・イン・ブラック』シリーズの4作目で前作の『メン・イン・ブラック3』から7年ぶりとなる。監督はF・ゲイリー・グレイ、脚本はアート・マーカムとマット・ホロウェイが務め、クリス・ヘムズワースとのテッサ・トンプソン、クメイル・ナンジアニ、レベッカ・ファーガソンらが出演する。

## 概要
1作目から22年が経過しており、前作とは監督や主人公が入れ替わったシリーズ4作目となるが、コンセプトだけを再利用し新たな世界線を描くリブートではなく、前作までの世界観をさらに広げるスピンオフ/続編となる作品である。シリーズでおなじみのエージェントOやパグ犬のフランクなども登場するが、過去の作品から独立して製作されているため、シリーズを知らなくても楽しめる作品となっている。
グレイ監督は「ウィルとトミーに対するファンの深い愛情についてはよく理解しています。私たちは彼らの”代わり”を生み出そうとしているのではなく、彼らに新しいチームを加えようとしているのです。」とEntertainment Weekly誌のインタビューに答えている。
メン・イン・ブラック恒例のニューラライザーを使って記憶を消すシーンは本作にも存在する。

## あらすじ
地球に生息するエイリアンの監視・取り締まりを任務とする最高機密機関「MIB」のロンドン支局が舞台。先輩エージェントH（クリス・ヘムズワース）と、エリート新人のエージェントM（テッサ・トンプソン）。このバディが世界中で派手で華麗に武器を扱い、MIB内部に潜むスパイと宇宙人から地球を守るミッションに挑む。

## キャスト
※括弧内は日本語吹替
- エージェントH - クリス・ヘムズワース（杉田智和[9]）
- エージェントM（モリー・ライト） - テッサ・トンプソン（今田美桜[9]）
- エージェント ハイT - リーアム・ニーソン（磯部勉[9]）
- エージェントO - エマ・トンプソン（高島雅羅[9]）
- ポーニィ - クメイル・ナンジアニ（声）（斎藤司〈トレンディエンジェル〉[1]）
- リザ・スタヴロス - レベッカ・ファーガソン（朴璐美）
- エージェントC - レイフ・スポール（上田燿司）
- ザ・ツインズ - ロラン・ブルジョワ&ラリー・ブルジョワ（宮本淳）
- ヴァンガス - ケイヴァン・ノヴァク（英語版）（声）（後藤光祐）
- ナサール - ケイヴァン・ノヴァク（遠藤章造〈ココリコ〉）
- バサム - ケイヴァン・ノヴァク（声）（河本準一〈次長課長〉）
- ルカ・ブラージ - スペンサー・ワイルディング（英語版）（谷昌樹）
- フランク・ザ・パグ（英語版） - ティム・ブラニー（英語版）（声）（玄田哲章）
- アリアナ・グランデ（カメオ出演）
- J・J・エイブラムス（カメオ出演）
- ドナルド・グローヴァー（カメオ出演）
- 今田美桜（日本語吹替版のみカメオ出演[10]）

日本語吹替には、吹替版で主題歌を担当している吉本坂46のメンバー全員が参加している。

## 製作
2018年2月、F・ゲイリー・グレイ監督、クリス・ヘムズワース主演で『メン・イン・ブラック』の新作が製作されることが発表。1997年公開の第1作『メン・イン・ブラック』からは22年、第3作からは7年ぶりのスピンオフとなる。
製作費は前作の『メン・イン・ブラック3』の約半分にあたる1億1000万ドルで、インフレの影響を考慮するとシリーズ4作品の中で最も安い製作費となった。
2018年3月にテッサ・トンプソン、5月にリーアム・ニーソンがキャストに加わることを発表。6月に世界的に有名な双子ダンサーのLes Twinsと、クメイル・ナンジアニの参加が発表。7月には前作に引き続きエマ・トンプソンがエージェントO役として参加することが発表された。
撮影は2018年7月から同年10月にかけ、ロンドン、モロッコ、イタリア、ニューヨークで行われた。
2018年12月20日、第一弾の映画予告がYouTubeにて公開。ファーギーの2006年のヒット曲『London Bridge』を劇中歌として使用した。2019年4月25日、第二弾の映画予告がYouTubeにて公開。ミッシー・エリオットの2015年のヒット曲『WTF (Where They From)』を劇中歌として使用した。
2019年5月27日より主演のクリス・ヘムズワースが、インドネシアのバリ島、ロンドン、パリ、モスクワ、北京を訪問し、プロモーションツアーを行った。
2019年6月11日、アメリカ合衆国・ニューヨークでワールドプレミアが開催。映画は2019年6月14日に日米同時公開された。

### 製作段階における混乱
製作総指揮スピルバーグの腹心である製作のウォルター・F・パークスとF・ゲイリー・グレイ監督の間に意見の対立があり、監督は降板寸前であったとThe Hollywood Reporterが以下の内容を報道した。
アート・マーカムとマット・ホロウェイによる初期段階の脚本には移民問題への提起が含まれており、時事問題に沿うエッジの効いた内容であった。主演のクリス・ヘムズワースとテッサ・トンプソンもその脚本を気に入り役を受けたという。しかし製作のパークスが撮影前や撮影期間中にも脚本に手を加え続け、新しく書き直された台本が毎日届くことで、撮影現場は混乱した。監督の役割に口を挟むこともあり、カラーコレクション（映像の色彩補正）でも監督と意見が衝突。グレイ監督は何度も降板しようとしたが、製作スタジオに慰留された。製作スタジオは、グレイ監督監修のカット編集と、パークス監修のカット編集をテスト試写し、最終的にパークス監修の編集を採用した。

## 評価

### 興行収入
本作は2019年6月14日、『デッド・ドント・ダイ』及び『シャフト』と同じ週に全米4224館で公開。3003万ドルを稼ぎ出し週末興行収入ランキング初登場1位となったが、これは前作の興行収入（5459万ドル）の半分であった。

### レビュー
本作は批評家から酷評されている。映画批評集積サイトのRotten Tomatoesには300件以上のレビューがあり、批評家支持率は23%、観客による支持率は66%となっている。サイト側による批評家の見解の要約は「『メン・イン・ブラック:インターナショナル』はこれまでのシリーズの劣化版であり、今作のシリーズを継続する理由は見当たらない」となっている。また、Metacriticには51件のレビューがあり、加重平均値は38/100となっている。なお、本作のシネマスコアはシリーズ最低のBとなっている。

## タイアップ
- スーツはポール・スミス、サングラスはPOLICE、腕時計はハミルトン、車はレクサスなど様々なブランドと提携することで、配給元のソニーは7500万ドルのタイアップ収入を得た。[18]

- NBAのスター選手クリス・ポールと、ラッセル・ウェストブルックに、人間とは思えない才能があることから宇宙人疑惑をかけるエージェントHとMのコマーシャルが作成された。[19]